# 남용우 (1880년)
남용우(南容祐, 1880년 6월 20일 ~ 1965년 1월 2일)는 대한제국 관료 출신의 독립운동가이다. 아명(兒名)은 남금동(南錦童)·남창(南蒼)·남창우(南昌祐). 호(號)는 산촌(山村).

## 생애

### 대한제국 향리 관료
충청도 서산에서 출생하였고 지난날 한때 충청도 천안에서 잠시 유아기를 보낸 적이 있으며 그 후 충청도 홍성을 거쳐 충청도 당진에서 잠시 유년기를 보낸 적이 있는 그는 1886년 이후 충청도 서산에서 주로 성장하였고 1899년 대한제국 관료직에 천거되어 이후 1910년까지 대한제국 지방 향리 군서기관 직책 관료직을 지냈다.

### 대한제국 조선 독립 운동
1919년 3월 19일 충청남도 당진군 大湖芝面 桃李里 장터의 獨立萬歲示威時 行動隊員으로 參加하여 示威群衆의 行動秩序를 督察하고 警察駐在所를 襲擊 施設物을 破壞하다 被逮되어 懲役1年刑을 선고받고 옥고(獄苦)를 치렀다.
1920년 3월에 만기출감을 한 이후 중화민국 장쑤 성 상하이에 건너가 1922년에서 1935년까지 한국독립당 내무행정자치위원 직을 지냈고 1935년 한독당 1차 탈당한 후 중화민국 타이완 성 타이베이로 건너가 타이베이에서 와이셔츠 공장 직공과 부농가 예하 소작농 등을 하면서 중일 전쟁과 2차 대전의 종전을 기원하는 타이베이 현지의 간이 의례식 집회 등에도 참가하였다.

### 8.15 조선 광복 이후
1945년 중화민국 타이완 성 타이베이에서 소작농 일을 하던 중에 8.15 조선 광복을 타이베이에서 목도하였고 1945년 12월에 조선 고국으로 귀국하였으며 1946년 9월 한국독립당 복당하여 그 후 1946년 9월에서 1959년 11월까지 한국독립당 전임고문 겸 전임위원 직을 지냈고 1959년 11월에 한독당을 2차 탈당하였다.

## 사후
대한민국 정부에서는 고인의 공훈을 기리고자 1990년 3월 1일을 기하여 대한민국 건국훈장 애족장을 추서하였다.